# Jeanne chante Jeanne
Albums de Jeanne Moreau
Les Chansons de Clarisse
(1968) Jeanne Moreau chante Norge
(1981)
Jeanne chante Jeanne est un album de chansons de Jeanne Moreau sorti en 1970.

## Historique
Il s'agit du quatrième album de Jeanne Moreau. Elle décide pour ce dernier d'écrire elle-même les textes des chansons, inspirés de sa vie d'actrice et de sa vie amoureuse. « Cette fois, elle écrivit elle-même les chansons tristes et douces qu'elle interprète de sa voix aux inflexions rauques ».
Pour les musiques, elle s'adresse à deux compositeurs, Jacques Datin et Antoine Duhamel.
Jeanne Moreau interprète Le vrai scandale c'est la mort dans l'émission télévisée Discorama le 14 septembre 1970.

## Pistes
| No  | Titre                                                                   | Paroles       | Musique         | Durée |
| --- | ----------------------------------------------------------------------- | ------------- | --------------- | ----- |
| 1.  | La Célébrité, la publicité                                              | Jeanne Moreau | Jacques Datin   | 2:25  |
| 2.  | L'Enfant que j'étais                                                    | Jeanne Moreau | Jacques Datin   | 2:30  |
| 3.  | Les Voyages                                                             | Jeanne Moreau | Antoine Duhamel | 3:00  |
| 4.  | Quelle merveille ton cœur                                               | Jeanne Moreau | Jacques Datin   | 3:00  |
| 5.  | Juste un fil de soie                                                    | Jeanne Moreau | Jacques Datin   | 2:50  |
| 6.  | Notre île, ton île, mon île                                             | Jeanne Moreau | Jacques Datin   | 3:35  |
| 7.  | Les petits ruisseaux font les grandes rivières (et moi je fais l'amour) | Jeanne Moreau | Jacques Datin   | 3:05  |
| 8.  | Errante du cœur                                                         | Jeanne Moreau | Antoine Duhamel | 2:00  |
| 9.  | Je suis à prendre ou à laisser                                          | Jeanne Moreau | Antoine Duhamel | 3:32  |
| 10. | Quelle histoire                                                         | Jeanne Moreau | Antoine Duhamel | 3:20  |
| 11. | On dit que je ne suis pas sage                                          | Jeanne Moreau | Antoine Duhamel | 3:25  |
| 12. | Le vrai scandale c'est la mort                                          | Jeanne Moreau | Antoine Duhamel | 2:50  |

## Musiciens
- Vibraphone, piano : G. Boyer
- Guitare : R. Gimenes et T. Rallo
- Contrebasse : M. Gaudry et G. Pedersen
- Flûte, saxophone, clarinette : G. Grenu
- Batterie : Arpino
- Percussion : P. Combelle
- Directeur artistique : Jacques Bedos
- Directeur de production : Henri Belolo
- Directeur musical : Guy Boyer
- Photos: Cyril Morange